# Letališče Innsbruck
Letališče Innsbruck (lokalno znano kot letališče Kranebitten) je letališče v Avstriji, ki primarno oskrbuje Innsbruck. Trenutna letališka stavba je bila zgrajena leta 1964, ko je Innsbruck gostil zimske olimpijske igre, trenutno je v načrtu izgradnja nove. Je regionalno središče za polete v Alpah in okolici, promet se občutno poveča med zimsko turistično sezono.
Velja za težavno zaradi okoliških gora in zračnih tokov po pobočjih. Zato je razvrščeno v kategorijo C, kar pomeni, da morajo biti piloti posebej izšolani za pristajanje na njem.